# 川越市立霞ヶ関西小学校
川越市立霞ケ関西小学校（かわごえしりつ かすみがせきにししょうがっこう）は、埼玉県川越市笠幡にある公立小学校。

## 沿革
- 1978年
  - 4月1日 - 川越市立霞ケ関小学校を分離して川越市立霞ヶ関西小学校として開校
  - 11月13日 - 校章制定（この日を開校記念日とする）
- 1979年
  - 2月18日 - 校歌制定
  - 3月14日 - 校旗制定
- 2012年
  - 4月1日 - 特別支援学級（けやき学級）を設置
- 2013年
  - 4月1日 - 特別支援学級（5組、6組）を設置。
  - 2020年には、7組を設置[1]

## 教育目標
「心豊かで、たくましく生きる児童を育成する」
- 考える子
- 思いやりのある子
- たくましい子[2]

## 通学区域
- 大笠
- 笠幡台
- 花の街
- 西部
- 上野
- 協栄
- 本町
- 新町
- 上野ちさん
- 西山団地
- 笠幡団地
- 倉ヶ谷戸
- グリーンタウン
- 宿ヶ谷戸[3]